# مرایل
مرایل یک منطقهٔ مسکونی در الجزایر است که در ناحیه بومرداس واقع شده‌است. مرایل ۳ کیلومتر مربع مساحت دارد ۴۳۰ متر بالاتر از سطح دریا واقع شده‌است.